# Единственный хороший индеец
«Единственный хороший индеец» (англ. The Only Good Indian) — американский независимый вестерн режиссёра Кевина Уиллмотта и продюсера и сценариста Тома Кармоди. 
В главных ролях — Уэс Стьюди, Джи Кеннет Кэмпбелл. 
Операторы — Мэтт Джейкобсон и Джереми Осберн. 
Монтажёры — Шон Блейк, Вики Гетц, Тад Нурски и Марк фон Шлеммер. 
Премьера картины состоялась 16 января 2009 года.

## Сюжет
Действие картины разворачивается в Канзасе в начале 1900-х годов. Нахвихиата, юноша из племени кикапу, живёт с родными в сельской местности. Против воли его забирают из семьи и увозят далеко от дома в протестантскую школу-интернат для индейцев, с целью добиться ассимиляции в белом обществе. Здесь ему остригают волосы, дают новое имя Чарли, заставляют говорить на английском языке и принуждают к рабскому труду. Когда юноша убегает обратно домой, Сэм Франклин, охотник за головами из племени чероки, нанимается, чтобы найти и вернуть беглеца в школу.
Франклин, бывший индейский разведчик армии США, отказался от своего коренного наследия. Он принял образ жизни «белого человека», полагая, что это единственный способ выжить для индейцев. По пути происходит трагический инцидент, который побуждает давнего врага Франклина, известного «истребителя индейцев» шерифа Генри Маккоя, начать преследование охотника за головами и мальчика.

## В ролях
| Актёр               | Роль               |
| ------------------- | ------------------ |
| Уэс Стьюди          | Сэм Франклин       |
| Джи Кеннет Кэмпбелл | шериф Генри Маккой |
| Уинтер Фокс Фрэнк   | Чарли              |
| Тирза Дефо          | Салли              |
| Кристофер Уитли     | Злой Джо           |
| Лора Кирк           | мисс Харрис        |
| Делана Стьюди       | Акена              |

## Производство
В картине представлены члены племени кикапу, говорящие на родном языке. Фильм был почти полностью снят в Канзасе, таких местах, как Монументальные скалы и Форт-Ларнед; единственным исключением является сцена в государственном парке Ха-Ха-Тонка в Миссури. Съёмки проходили в 2007 — 2008 годах.

## Критика
Премьера фильма состоялась на кинофестивале «Сандэнс» в 2009 году. Впоследствии он был показан на других кинофестивалях. Кевин Уиллмотт победил в номинации «Лучший режиссёр» на Кинофестивале американских индейцев; награды также получили актёры Уэс Стьюди и Уинтер Фокс Фрэнк — последний за дебют в роли юноши из племени кикапу.
Кинокритик Роберт У. Батлер в «Kansas City Star» отметил, что Уиллмотт имел благие намерения, но не справился с масштабом ревизионистской истории. Зрителям фильм понравился, но широкого проката не получил. Журнал «The Hollywood Reporter» высоко оценил актёрскую игру Уэса Стьюди.
Кинокритик Трэвис Кьюн, рецензируя картину на кинофестивале в Сент-Луисе, сказал, что фильм начался с отличной задумки и, хотя исполнение [задуманного] было несовершенным, его стоит посмотреть.